# クロポトキンスカヤ駅
クロポトキンスカヤ駅（クロポトキンスカヤえき、ロシア語: Кропоткинская）はモスクワ地下鉄・ソコーリニチェスカヤ線の駅で、ビブリオチェーカ・イーミニ・レーニナ駅とパールク・クリトゥールイ駅の間にある。

## 歴史
1933年春に建設が開始され、1935年5月15日に開業した。ソコリニキ駅 - パールク・クリトゥールイ駅間はモスクワ地下鉄最初の営業区間である。

## 場所
救世主ハリストス大聖堂のすぐ西側にある。